# Xã Seward, Quận Winnebago, Illinois
Xã Seward (tiếng Anh: Seward Township) là một xã thuộc quận Winnebago, tiểu bang Illinois, Hoa Kỳ. Năm 2010, dân số của xã này là 917 người.